# Sogdianus
Sogdianus was sjah van het Perzische Rijk uit het huis der Achaemeniden van 424 v.Chr. tot 423 v.Chr.. Hij was een zoon van koning Artaxerxes I en een halfbroer van Xerxes II en Darius II.
Toen in 424 v.Chr. sjah Artaxerxes I overleed werd zijn enige wettige zoon Xerxes II sjah, maar Sogdianus liet hem begin 423 v.Chr vermoorden en besteeg daarna de troon. Zijn halfbroer Ochus kwam tegen hem in opstand en slaagde erin zijn broer te verslaan en liet hem doden, waarna hij zelf de troon besteeg als Darius II.